# Wąsosz
Wąsosz là một thị trấn thuộc huyện Górowski, tỉnh Dolnośląskie ở miền tây nam Ba Lan. Thị trấn có diện tích 3 km². Đến ngày 1 tháng 1 năm 2011, dân số của thị trấn là 2762 người và mật độ 852 người/km².